# Aphilopota seyrigi
Aphilopota seyrigi là một loài bướm đêm trong họ Geometridae.